# Беатриса (графиня Провансу)
Беатриса Прованська (фр. Béatrice de Provence; 1229 — 23 вересня 1267) — графиня Провансу і Форкальк'є у 1245—1267 роках. Дружина Карла I Анжуйського.

## Життєпис
Походила з Барселонського дому. Молодша донька Раймона Беренгера IV, графа Провансу і Форкальк'є, та Беатриси Савойської. Народилася 1229 року. 1238 року її оголошено спадкоємицею трону, оскільки у батька не було синів. З цього часу розгорнулася дипломатична боротьба між Німеччиною, Францією і Арагоном щодо укладання шлюбу Беатрис з представниками правлячих домів Гогенштауфенів, Капетингів або Династії Белло відповідно.
Після смерті батька в 1245 році Беатриса була оголошена графинею Провансу і Форкальк'є. Під тиском Франції та папи римського Інокентія IV Беатриса 1246 року вийшла заміж за брата французького короля — Карла Анжуйського. Останній оружно змусив противників цього шлюбу — Хайме I, короля Арагону, і Раймунда VII, графа Тулузи, відступити. Разом з тим було домовлено, що у випадку відсутності у Беатриси дітей усі володіння має успадкувати її сестра Санча, а потім спадкоємцем ставав Хайме I.
Беатриса разом з чоловіком невдовзі перебралася до графства Анжу. Невдовзі прованська знать виступила проти чоловіка Беатриси, який фактично перебрав владу в підвладних їй графствах. 1248 року супроводжувала чоловіка в Сьомому хрестовому поході. Тут спочатку була на Кіпрі, потім біля Дамієтти, зрештою в Акрі. Звідси з чоловіком вирушила до імператора Фрідріха II Гогенштауфена, який перебував в Неаполі просити надати допомогу королю Франції, але той відмовився. Слідом за цим Беатриса з чоловіком рушила до Ліона.
Коли вони повернулися до Провансу в 1251 році, вибухнув відкритий бунт, підживлений матір'ю Беатриси, яка вважала, що її зять обмежив її права у Провансі. Але 1252 року заколот було придушено. 1254 року Беатриса з чоловіком перебралася до Парижу, куди вже прибув з Палестини французький король Людовик IX. Тут вступила у конфлікт зі своїми сестрами, що були невдоволені заповітом їх батька. 1259 року заохотила чоловіка погодитися на пропозицію папи римського Олександра IV відібрати в Манфреда Гогенштауфена Сицилійське королівство (за деякими відомостями Беатрису спонукало бажання зрівнятися у статусі зі своїми сестрами). Беатриса допомагала чоловікові Карлу в збиранні війська, заклавши свої коштовності. 1266 року стала королевою Сицилії, але померла вже 1267 року в місті Ночера-Інферіоре.

## Родина
Чоловік — Карл I, король Сицилії, граф Анжуйський.
Діти:
- Людовик (1248)
- Бланка (1250—1269), дружина Роберта III де Дамп'єра, графа Фландрії
- Беатриса (1252—1275), дружина Філіппа І де Куртене, імператора Латинської імперії
- Карл (1254—1309), 2-й король Неаполю
- Філіпп (1256—1277), князь Ахейський, одружений з Ізабеллою де Віллардуен
- Роберт (1258—1265)
- Ізабела (1261—1303), дружина Ласло IV Арпада, короля Угорщини